# Cida Moreira
Maria Aparecida Guimarães Campiolo (São Paulo, 12 de novembro de 1951), mais conhecida como Cida Moreira, é uma cantora e atriz brasileira.

## Biografia
Estudante de piano desde a infância, morou dos 2 aos 14 anos em Paraguaçu Paulista, onde cantou no rádio pela primeira vez aos 6 anos de idade o samba-canção "Serra da Boa Esperança", de Lamartine Babo. Cursou faculdade de Psicologia, se graduou e atuou durante sete anos.
Iniciou sua carreira profissional em 1977, atuando com atriz de teatro e em musicais.
Em 1979 realizou o show "Summertime - Um Show pra Inglês Ver", com direção de José Possi Neto, que resultou no lançamento de seu primeiro disco, Summertime, em 81, lançado pelo Selo Lira Paulistana, gravado ao vivo, contendo a faixa-título, outros clássicos do jazz e do blues, além da versão censurada da canção "Geni e o Zepelim" (Chico Buarque).
Em 1983, gravou o LP Abolerado blues, que incluiu músicas de Zé Rodrix e Eduardo Dusek, além da canção-título, de Nei Lisboa.
Em 1985, participou do Festival dos Festivais, da Rede Globo de Televisão, como a canção "Novos Rumos", que foi uma das finalistas e seria lançado em coletânea de mesmo nome no mesmo ano.
Em 1986, lançou o LP Cida Moreira, com as canções "Vocalise" (Arrigo Barnabé), "Balada do louco" (Arnaldo Batista e Rita Lee) e "Como diria Satie" (José Miguel Wisnik).
Em 1988, gravou o LP Cida Moreira Interpreta Brecht, com destaque para "Canção do vendedor de vinho" de Bertolt Brecht e Kurt Weill com versão em português de Cacá Rosset.
Em 1993, lançou seu primeiro CD, pelo selo Kuarup, chamado Cida Moreira Canta Chico Buarque, interpretando canções do compositor entre as quais se destacam "Morte e vida Severina", "Soneto", "Suburbano coração", "A voz do dono e o dono da voz", "Estação derradeira" e "Beatriz" (Chico Buarque e Edu Lobo).
Em 1995, participou da coletânea Dolores - a música de Dolores Duran na qual interpreta canções de Dolores Duran junto com artistas como Zezé Motta, Fafá de Belém, Leila Pinheiro, Pery Ribeiro, Tetê Espíndola, Jane Duboc e Denise Duran.
Em 1997, gravou o CD Na Trilha do Cinema, com temas de filmes do cinema brasileiro, tais como "Bye Bye Brasil" (Chico Buarque e Roberto Menescal), "À flor da pele" (Chico Buarque), "Minha desventura" (Carlos Lyra e Vinicius de Moraes) e "O ébrio" (Vicente Celestino). Nesse mesmo ano participou da coletânea Cantorias e Cantadores na qual interpreta clássicos da música regional e caipira junto com os artistas Renato Teixeira, Xangai e Eugênio Leandro.
Em 2003 lançou o CD Uma Canção Pelo Ar..., com clássicos da MPB.
Em 2008, Cida Moreira lança pela Lua Music o álbum Angenor, no qual interpreta composições de Cartola. Apesar de conter canções bastante conhecidas do compositor carioca, tais como "O mundo é um moinho" e "Alvorada", o álbum é composto principalmente por canções mais obscuras, como "O silêncio do cipreste" e a toada "Feriado na roça". O lançamento do disco aconteceu em três apresentações no Auditório Ibirapuera, em São Paulo. Entre os convidados estiveram as cantoras Zélia Duncan e Alaíde Costa.
Em 2009, participa de outra coletânea, Elas cantam Paulinho Da Viola, na qual interpreta músicas de Paulinho da Viola junto com as cantoras Alaíde Costa, Milena, Fabiana Cozza e Célia. No mesmo ano, fez uma temporada de apresentações na casa de shows Studio SP, famosa por seu público jovem e suas atrações renomadas. Os cantores Hélio Flanders (vocalista do Vanguart) e Guilherme Eddino e o baixista Zé Mazzei (da banda Forgotten Boys) estiveram entre os convidados.
Em 2010, gravou pela Microservice S&D a coletânea Mrs. Lennon, na qual interpreta canções de Yoko Ono, esposa do ex-Beatle John Lennon junto a cantoras como Ângela Ro Ro, Hevelyn Costa, Zélia Duncan, Isabella Taviani, Tetine, Silvia Machete, Ampslina e outras.
Em 2011, lançou o álbum A Dama Indigna pela gravadora Joia Moderna que tem no repertório músicas de Amy Winehouse, Chico Buarque, Caetano Veloso, David Bowie, George Gershwin, entre outros. Em agosto do mesmo ano, transformou o projeto em um DVD gravado ao vivo no Teatro FECAP, em São Paulo.
Em 2012, atuou em O Que Se Move, filme dirigido por Caetano Gotardo que concorreu ao Prêmio da Crítica do Festival de Gramado. Também levou seu show "Canções para Cortar os Pulsos", uma homenagem à obra de Tom Waits, ao palco do Madame Satã, na reabertura do famoso clube noturno.
Em 2015, lançou o álbum Soledade pela gravadora Joia Moderna com regravações de Chico Buarque, Arnaldo Antunes, Milton Nascimento e Taiguara, entre outros compositores. O disco foi lançado em show no teatro do Sesc Santana, em São Paulo, em 2 de abril de 2016 com participação do cantor Thiago Pethit.
Em maio de 2017, lança Soledade solo – Ao vivo na Casa de Francisca, segundo álbum ao vivo de sua obra fonográfica.
Em 20 de novembro de 2020 lança o álbum Um Copo de Veneno, com onze gravações extraídas da trilha sonora do programa de TV Um Copo de Veneno, exibido de janeiro a março de 2020 pelo Canal Brasil em dez episódios idealizados e dirigidos por Murilo Alvesso. Um dos hits, lançado como single, foi a música "Eu sou a diva que você quer copiar" (André Vieira, Leandro Pardal e Wallace Viana), sucesso de Valesca Popozuda.
Em 12 de novembro de 2021, em comemoração aos seus 70 anos, lança nas plataformas digitais pela gravadora Joia Moderna o single "A Nobreza do Não", com direito a um videoclipe.
Em apresentação no dia 27 de março de 2022, realizada em São Paulo, grava o álbum Um Copo de Veneno Ao Vivo, lançado pela gravadora Kuarup. O álbum apresenta canções do disco original e músicas de Arnaldo Baptista, Belchior, Eduardo Dussek e Renato Russo.

## Discografia de Cida Moreira

### Ao Vivo
- Summertime (1981)

### Estúdio
- Abolerado Blues (1983)
- Cida Moreyra (1986)
- Cida Moreyra Interpreta Brecht (1988)
- Cida Moreyra Canta Chico Buarque (1993)
- Balada do Louco (1996)
- Na Trilha do Cinema (1997)
- Uma Canção Pelo Ar... (2003)
- Angenor (2008)
- A Dama Indigna (2011)
- Soledade (2015)
- Soledade Solo (2017)
- Um Copo de Veneno (2020)

### Coletâneas
- Festival dos Festivais (1985) - com a canção Novos Rumos
- Dolores - a música de Dolores Duran (1995) - com a canção Canção da volta
- Cantorias e Cantadores (1997) - com a canção Noites do sertão
- Elas cantam Paulinho Da Viola (2009)
- Mrs. Lennon (2010) - com a canção Mrs. Lennon
- A Voz da Mulher na Obra de Guilherme Arantes (2012) - com a canção Brincar de viver"

## Filmografia

### Televisão
| Ano  | Título              | Personagem              | Notas                 |
| ---- | ------------------- | ----------------------- | --------------------- |
| 1982 | A Filha do Silêncio | Rita                    |                       |
| 1987 | Direito de Amar     | Cantora na Casa Barboza | Participação Especial |
| 1990 | Desejo              | Dona Quinota            |                       |
| 1997 | Anjo Mau            | Ana                     |                       |
| 2001 | Estrela-Guia        | Castorina dos Santos    |                       |
| 2001 | O Direito de Nascer | Madame Irina Golben     |                       |

### Cinema
| Ano  | Título                | Personagem        | Notas          |
| ---- | --------------------- | ----------------- | -------------- |
| 1982 | O Olho Mágico do Amor | —                 |                |
| 1982 | Ao Sul do Meu Corpo   | Cantora do bordel |                |
| 1983 | Onda Nova             | Zazá              |                |
| 1984 | Flor do Desejo        | Teresa            |                |
| 1985 | A Estrela Nua         | Cida              |                |
| 1999 | O Tronco              | Aninha            | [ 19 ]         |
| 2002 | Eclipse               | —                 |                |
| 2013 | O Que Se Move         | Maria Júlia       | [ 20 ]         |
| 2016 | Serenata              | Velha             | Curta-metragem |
| 2017 | As Boas Maneiras      | Dona Amélia       |                |
| 2017 | Deserto               | Valquíria         | [ 21 ]         |
| 2023 | Três Tigres Tristes   | Mirta             |                |

## Crítica
Escrevendo para o Yahoo!, Regis Tadeu publicou uma crítica neutra para a cantora em 2012:
"Carreira muito digna, diga-se de passagem, pois ela sempre teve uma enorme preocupação artística ao elaborar seus espetáculos e discos. Sozinha no palco, tendo apenas o seu inseparável piano como companheiro, ela (...) [mistura] Brecht, Caetano Veloso, David Bowie, Kurt Weill, Tom Waits e Chico Buarque de um modo exasperante e dolorido, mas igualmente belo."